# Rhinopias cea
Rhinopias cea — вид скорпеноподібних риб родини скорпенових (Scorpaenidae). Вид названий на честь чилійського дослідника доктора Альфредо Сі Еганья, який організував вивчення та облік морських мешканців біля Східного острова.

## Поширення
Вид зустрічається на сході Тихого океану біля берегів острова Пасхи.

## Опис
Риба дрібного розміру до 20,2 см завдовжки, яскравого забарвлення. Тіло помаранчево-червоного забарвлення з світлими поперечними смугами. На спинному та грудних плавцях розміщені довгі, отруйні, яскраво забарвлені колючки.

## Спосіб життя
Це морський, тропічний вид, що мешкає на коралових рифах на глибині до 30 м. Активний хижак, що живиться дрібною рибою та ракоподібними.